# Lucio Verginio Tricosto (tribuno consolare 389 a.C.)
Lucio Verginio Tricosto (fl. IV secolo a.C.) è stato un politico romano.

## Tribunato consolare
Nel 389 a.C. fu eletto tribuno consolare con Lucio Valerio Publicola, Publio Cornelio, Aulo Manlio Capitolino, Lucio Emilio Mamercino e Lucio Postumio Albino Regillense.
Durante il tribunato i romani, condotti da Marco Furio Camillo, nominato dittatore per la tereza volta, sconfissero i Volsci, che firmarono la resa dopo 70 anni di combattimenti, gli Equi e gli Etruschi, che avevano assediato la città alleata di Sutri.